# Boana paranaiba
Boana paranaiba é uma espécie de anfíbio da família Hylidae. Endêmica do Brasil, pode ser encontrada no estado de Minas Gerais.